# Corynorhinus mexicanus
L'orecchione messicano (Corynorhinus mexicanus  Allen, 1916) è un pipistrello della famiglia dei Vespertilionidi endemico del Messico.

## Descrizione

### Dimensioni
Pipistrello di piccole dimensioni, con la lunghezza della testa e del corpo tra 38 e 62 mm, la lunghezza dell'avambraccio tra 40 e 45 mm, la lunghezza della coda tra 40 e 50 mm, la lunghezza del piede tra 9 e 12 mm, la lunghezza delle orecchie tra 28 e 36 mm e un peso fino a 10 g.

### Aspetto
La pelliccia è lunga e lanosa. Le parti dorsali sono grigie o bruno-grigiastre, con la base dei peli biancastra, mentre le parti ventrali sono leggermente più chiare. Il muso è corto con due grosse masse ghiandolari elevate sui lati del muso. Gli occhi sono piccoli. Le orecchie sono enormi, con l'estremità arrotondata ed unite alla base anteriore da una membrana. Il trago è lungo e sottile. Le membrane alari sono marroni chiare. La coda è molto lunga ed è completamente inclusa nell'ampio uropatagio. Il calcar è privo di carenatura.

## Biologia

### Comportamento
Si rifugia singolarmente o in coppie all'interno di grotte e gallerie minerarie, nelle zone più oscure. I sessi vivono insieme. Entra in ibernazione durante i periodi più freddi.

### Alimentazione
Si nutre di insetti.

### Riproduzione
Femmine gravide sono state catturate in aprile, ognuna con un embrione, mentre altre che allattavano sono state catturate a luglio e maggio.

## Distribuzione e habitat
Questa specie è diffusa dagli stati messicani settentrionali di Sonora e Coahuila fino al Michoacán, nella Penisola dello Yucatán settentrionale e sull'isola di Cozumel.
Vive in zone aride e foreste d'altura di pini e querce fino a 3.200 metri di altitudine.

## Conservazione
La IUCN Red List, nonostante il vasto areale, la popolazione presumibilmente numerosa e la presenza in diverse aree protette, la popolazione è in declino e quindi classifica C.mexicanus come specie prossima alla minaccia di estinzione (Near Threatened).